# 福亚诺-迪瓦尔福托雷
福亚诺-迪瓦尔福托雷（義大利語：Foiano di Val Fortore），是意大利贝内文托省的一个市镇。总面积40.8平方公里，人口1486人，人口密度36.4人/平方公里（2009年）。ISTAT代码为062031。